# Marques Haynes
Marques O. Haynes (Sand Springs, 10 marzo 1926 – Plano, 22 maggio 2015) è stato un cestista statunitense, fra i più celebri membri degli Harlem Globetrotters.
Notevoli le sue abilità di palleggio: come riportato nel film Harlem Globetrotters: Six Decades of Magic, Haynes era capace di palleggiare la palla sei volte al secondo.

## Carriera
Giocò con i Globetrotters dal 1947 al 1953, successivamente rifiutò un'offerta di 35.000 dollari ricevuta dai Philadelphia Warriors, offerta che avrebbe fatto di lui il secondo giocatore più pagato dell'intera National Basketball Association.
Successivamente fondò un proprio team, gli Harlem Magicians; anche il campione di boxe Sugar Ray Robinson si esibì in alcune esibizioni con quella squadra. In seguito Haynes rientrò negli Harlem Globetrotters come allenatore-giocatore. Ha anche giocato con la maglia degli Harlem Wizards.

## Hall of Fame
Si è ritirato nel 1992 dopo quarantasei anni di carriera professionistica e, nel 1998, è stato inserito nella Basketball Hall of Fame.